# Jaap van Zweden
Jaap van Zweden (Amsterdam, 12 december 1960) is een Nederlands dirigent en violist.

## Carrière

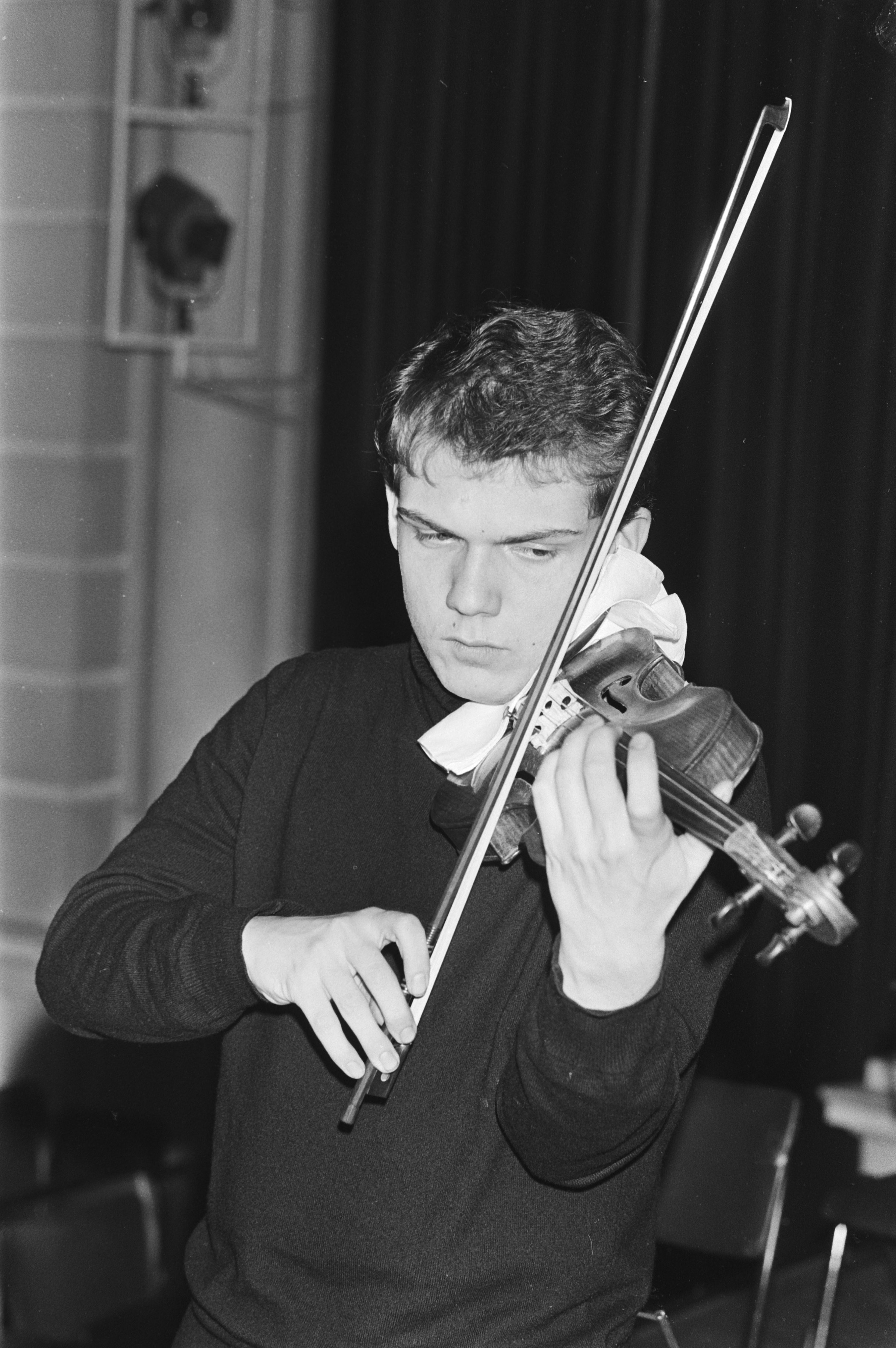
Violist Jaap van Zweden in 1981

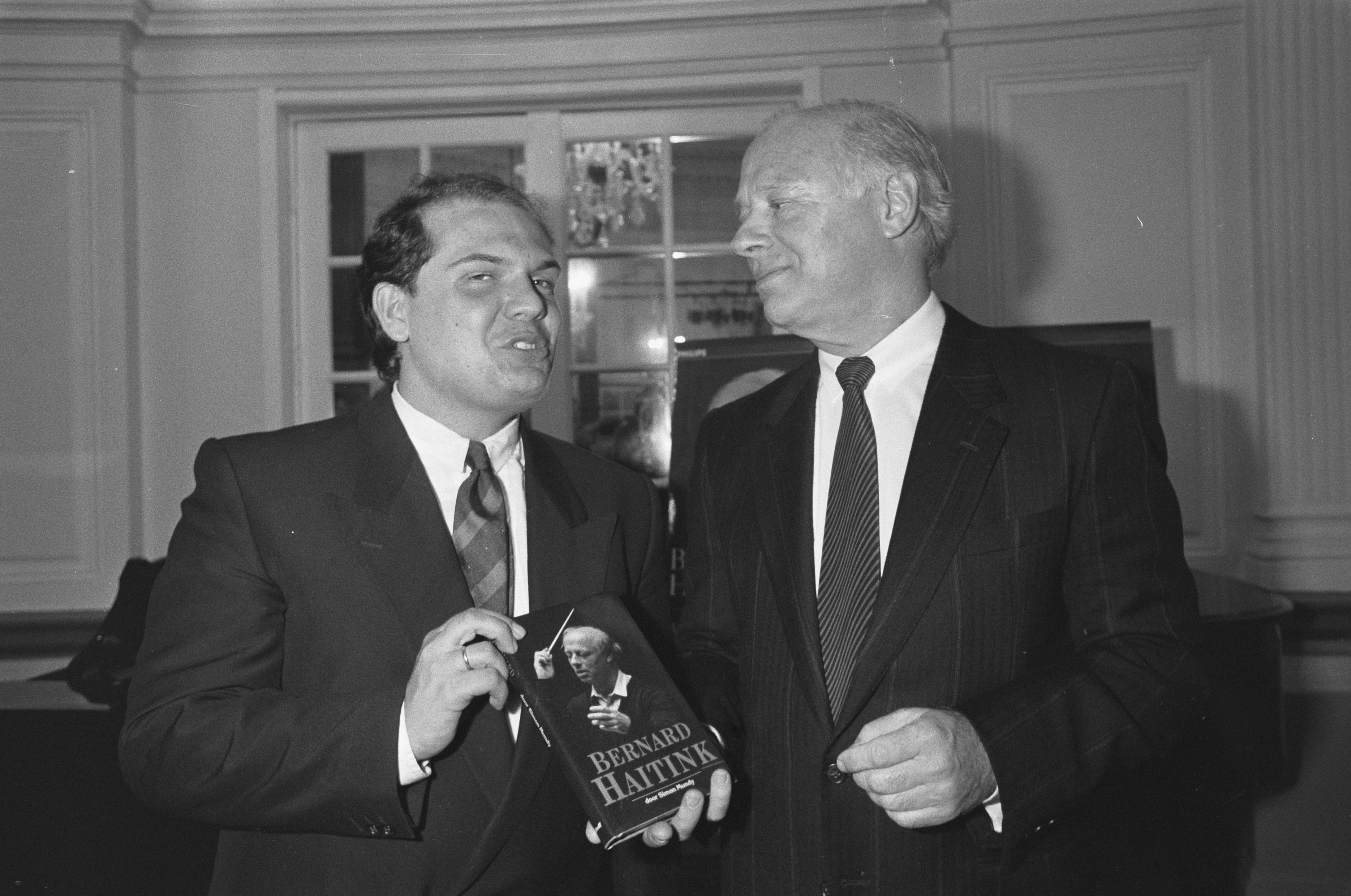
Jaap van Zweden (l.) met Bernard Haitink in 1988

### Violist en concertmeester (1977-1995)
Van Zweden studeerde bij onder anderen Louise Wijngaarden en Davina van Wely. In 1977 won Van Zweden het Nationaal Vioolconcours Oskar Back. Hierna vertrok hij naar New York om te studeren aan de Juilliard School. Van 1979 tot 1995 was Van Zweden eerste concertmeester van het Koninklijk Concertgebouworkest. Hij was daarmee de jongste concertmeester die het orkest ooit had. 

### Dirigent (1995-heden)
In 1995 werd Jaap van Zweden ook actief als dirigent en kort daarna beëindigde hij zijn optredens als violist. Van 1996 tot en met 2000 was hij chef-dirigent van het Orkest van het Oosten in Enschede. Daarna stapte hij over naar het Residentie Orkest, waar hij tot 2005 chef-dirigent was. Van 2005 tot 2011 was Van Zweden chef-dirigent en artistiek leider van het Radio Filharmonisch Orkest (en tot 2010 ook van de Radio Kamer Filharmonie) als opvolger van Edo de Waart.
In de periode 2008-2012 was Van Zweden ook chef-dirigent van Antwerp Symphony Orchestra in Antwerpen en muzikaal directeur bij het Dallas Symphony Orchestra. Van Zweden tekende een vierjarig contract bij dit orkest, waarbij hij in het eerste jaar twaalf weken lang dirigeerde, en in de drie daaropvolgende jaren steeds vijftien weken lang. Daarnaast vervulde Van Zweden gastdirecties bij het Filharmonisch Orkest van Buenos Aires, het St. Louis Symphony Orchestra, het Rotterdams Philharmonisch Orkest, het Deens Radio Symfonieorkest, The Academy of St Martin in the Fields, het London Philharmonic Orchestra, het Sint-Petersburgs Filharmonisch Orkest en het Concertgebouw Kamerorkest.
Eind 2012 werd aan hem de Amerikaanse Conductor of the Year Award 2012 uitgereikt, in 2010 de Radio 4 Prijs.
In 2012 werd Van Zweden benoemd tot chef-dirigent (Music Director) van het Hong Kong Philharmonic Orchestra met een vierjarig contract, dat daarna verlengd werd. In 2016 werd zijn contract bij dit orkest opnieuw verlengd tot 2022.
In 2017 was Van Zweden hoofddirigent van het prestigieuze Gstaad Menuhin Festival in Gstaad, Zwitserland.
Met ingang van het seizoen 2018-2019 werd Van Zweden chef-dirigent van de New York Philharmonic. In het seizoen 2017-2018 droeg hij de titel "Music Director Designate".
In september 2021 kondigde Van Zweden zijn vertrek aan bij de New York Philharmonic na het aflopen van zijn contract in 2024. Hij gaf persoonlijke redenen aan als motivering.
In september 2022 werd Van Zwedens benoeming aangekondigd bij het Philharmonisch Orkest van Seoel in Zuid-Korea met ingang van het seizoen 2024-2025, als opvolger van Osmo Vänskä. In afwachting daarvan zou hij zijn verplichtingen in Hongkong en New York uitdienen. Een volgende benoeming werd in februari 2024 bekendgemaakt door het Orchestre Philharmonique de Radio France, waar Van Zweden als chef-dirigent is aangesteld met een contract voor vijf jaar met ingang van het seizoen 2026-2027 als opvolger van Mikko Franck.
In mei 2025 berichtte het programma Pointer dat meerdere musici verklaarden door de dirigent Van Zweden te zijn geschoffeerd en gekleineerd. Van Zweden gaf toe dat hij veeleisend kan zijn.

## Opnamen
Van Zweden heeft veel cd's opgenomen. Zo nam hij met het Residentie Orkest alle symfonieën van Beethoven op en met het Nederlands Philharmonisch Orkest die van Brahms. Met het Radio Filharmonisch Orkest registreerde hij de symfonieën 1 tot en met 9 van Bruckner en Wagners Parsifal. Met het Hong Kong PhO nam hij de complete Der Ring des Nibelungen op. Eerder in zijn carrière maakte hij ook vele opnamen als violist, onder meer als solist bij diverse orkesten en in kamermuziek met de pianist Ronald Brautigam.

## Persoonlijk
Van Zweden is sinds 1983 getrouwd met Aaltje van Buuren. Ze hebben een dochter en drie zonen. Een van die zonen heeft autisme. Om opvoeders van kinderen met autisme te ondersteunen, richtte Aaltje van Buuren de Stichting Papageno op. Die wordt door Van Zweden gesteund, onder meer met concerten. Daarnaast is hij lid van het comité van aanbeveling van het Helen Dowling Instituut te Utrecht, dat zorg draagt voor begeleiding bij kanker.
In 2001 is Jaap van Zweden korte tijd ontvoerd geweest. De ontvoerders wilden hem en een vriend hun gokwinsten afhandig maken. Ze dwongen hen van Amsterdam naar Utrecht te rijden. Bij Vinkeveen wisten Van Zweden en zijn vriend te ontkomen, ondanks gerichte schoten van de ontvoerders.
Jaap van Zweden is lid van de Akademie van Kunsten sinds de oprichting in 2014.
In 2023 verscheen de biografie Dat is Jaap, geschreven door journalist en tv-programmamaker Peter van Ingen.